# Pantxi Sirieix
Pantxi Sirieix (Bordéus, 7 de outubro de 1980) é um ex-futebolista francês de origem basca que atuava como meia, e jogou em 2 clubes franceses na carreira, o Auxerre e Toulose.